# Chrysocentris
Chrysocentris é um gênero de mariposa pertencente à família Acrolepiidae.